# Khu bảo tồn hổ Tadoba Andhari
Khu bảo tồn hổ Tadoba Andhari là một khu bảo tồn nằm ở huyện Chandrapur, bang Maharashtra, Ấn Độ. Đây là công viên quốc gia lớn nhất và lâu đời nhất của Maharashtra. Được thành lập vào năm 1995, diện tích Khu bảo tồn là 625,40 km vuông (241,47 dặm vuông). Khu bảo tồn này bao gồm Vườn quốc gia Tadoba, được tạo ra vào năm 1955 với diện tích 116,55 km vuông (45,00 sq mi) và Khu bảo tồn động vật hoang dã Andhari được thành lập năm 1986 với diện tích 508,85 km vuông (196,47 dặm vuông). Khu bảo tồn được thành lập với 577,96 km vuông (223,15 dặm vuông) rừng dự trữ và 32,51 km vuông (12.55 dặm vuông) của rừng phòng hộ.

## Từ nguyên
"Tadoba" được lấy từ tên của thần "Tadoba" hoặc "Taru", được thờ bởi các bộ tộc sống trong khu rừng rậm rạp của vùng Tadoba và Andhari, trong khi "Andhari" đề cập đến dòng sông Andhari uốn khúc qua khu rừng.

## Lịch sử
Truyền thuyết nói rằng Taru là một trưởng làng đã bị giết trong một cuộc gặp gỡ thần thoại với một con hổ. Một ngôi đền dành riêng cho Thần Taru giờ đây tồn tại bên dưới một cái cây lớn, trên bờ hồ Tadoba. Đền thờ thường xuyên được ưa thích bởi sự thích nghi, đặc biệt là trong một hội chợ được tổ chức hàng năm trong tháng Hindu Pausha, giữa tháng 12 và tháng 1.
Các vị vua Gond từng cai trị những khu rừng này ở vùng đồi Chimur. Săn bắn đã hoàn toàn bị cấm vào năm 1935. Hai thập kỷ sau đó, vào năm 1955, 116.54 kilômét vuông (45.00 sq mi) đã được tuyên bố là một công viên quốc gia. Khu bảo tồn động vật hoang dã Andhari được tạo ra trong khu rừng liền kề vào năm 1986, và vào năm 1995 cả công viên và khu bảo tồn đã được sáp nhập để thành lập khu bảo tồn hổ hiện nay. 

## Địa lý
Khu bảo tồn Tadoba Andhari là vườn quốc gia lớn nhất ở Maharashtra. Tổng diện tích của khu bảo tồn là 625,4 km vuông (241,5 dặm vuông). Điều này bao gồm Vườn quốc gia Tadoba, với diện tích 116,55 km vuông (45,00 sq mi) và Khu bảo tồn động vật hoang dã Andhari với diện tích 508,85 km vuông (196,47 sq mi). Khu bảo tồn cũng bao gồm 32,51 km vuông (12.55 sq mi) rừng phòng hộ và 14.93 km vuông (5.76 sq mi) đất chưa phân loại.
Ở phía tây nam là hồ Tadoba rộng 120 ha, hoạt động như một vùng đệm giữa rừng của công viên và đất nông nghiệp rộng lớn kéo dài đến hồ chứa nước Irai. Hồ này là một nguồn nước lâu năm cung cấp một môi trường sống tốt cho cá sấu Muggar phát triển mạnh. Các khu vực đất ngập nước khác trong khu bảo tồn bao gồm hồ Kolsa và sông Andhari.
Khu bảo tồn Tadoba bao gồm đồi Chimur, và khu bảo tồn Andhari bao gồm dãy núi Moharli và Kolsa. Nó được bao bọc ở phía bắc và phía tây bởi những ngọn đồi dày đặc. Rừng rậm được làm giảm bởi đồng cỏ mịn và thung lũng sâu vì địa hình dốc từ bắc xuống nam. Vách đá, talus và hang động cung cấp nơi ẩn náu cho nhiều loài động vật. Hai hình chữ nhật có rừng được hình thành từ dãy Tadoba và Andhari. Phần phía nam của vườn quốc gia ít đồi hơn phần còn lại.